# 泳出新生
《泳出新生》（英語：The Swimmers）是一部2022年Netflix原創美國劇情片，由薩莉·埃爾·霍賽尼執導，並和傑克·索恩共同撰寫劇本，由瑪娜爾·伊薩、娜塔莉·伊薩（Nathalie Issa）、艾哈邁德·馬利克、馬提亞斯·史維克福、阿里·蘇利曼、金達·阿洛許與詹姆士·佛洛伊德主演。故事根據真人實事改編，講述敘利亞出身的尤絲拉·馬爾迪尼和姊姊莎拉·馬爾迪尼（Sarah Mardini）逃離家鄉的動亂後，尤絲拉投入游泳運動的心路歷程。
電影於2022年9月8日於多倫多國際電影節首映，2022年11月23日在Netflix上映。

## 演員及角色
- 瑪娜爾·伊薩（法语：Manal Issa） 飾演 尤絲拉·馬爾迪尼
- 娜塔莉·伊薩（Nathalie Issa）飾演 莎拉·馬爾迪尼
- 馬提亞斯·史維克福 飾演 史文（Sven），德國的教練。
- 阿里·蘇利曼 飾演 艾薩特·馬爾迪尼（Ezzat Mardini），莎拉和尤絲拉的父親兼教練。
- 艾哈邁德·馬利克（英语：Ahmed Malek） 飾演 尼札爾·馬爾迪尼（Nizar Mardini），莎拉和尤絲拉的堂哥。
- 金達·阿洛許（英语：Kinda Alloush） 飾演 梅爾瓦特·馬爾迪尼（Mervat Mardini），莎拉和尤絲拉的母親。
- 詹姆士·佛洛伊德（英语：James Floyd (actor)） 飾演 伊馬德（Emad），阿富汗人。
- 埃爾米·拉希德·埃爾米（Elmi Rashid Elmi） 飾演 比拉（Bilal），索馬利亞人。
- 納黑爾·澤蓋（Nahel Tzegai）飾演 夏達（Shada），厄利垂亞人。

## 製作
在2021年5月，宣布《泳出新生》電影，並由Working Title Films製作，由Netflix發行。

### 拍攝
由於2020年COVID-19大流行，主體拍攝在開始的前五天暫停。拍攝於2021年4月開始，並在英國、比利時和土耳其拍攝。在土耳其的拍攝地點包括伊斯坦堡和切什梅

## 發行
電影於2022年9月8日在2022年多倫多國際電影節上作為開幕影片進行了全球首映，並於2022年11月11日在部分影院上映，之後於2022年11月23日由 Netflix在串流媒體發布。

## 評價
在評論聚合器爛番茄上，根據62條評論，這部電影的評分為82%。在Metacritic上，根據15名影評人的評分，這部電影獲得了62分（滿分100分），表明「總體好評。」

### 榮譽
| 獎項           | 典禮日期      | 類別           | 得獎者   | 結果 | 來源  |
| -------------- | ------------- | -------------- | -------- | ---- | ----- |
| 英國電影學院獎 | 2023年2月19日 | 最佳英國電影獎 | 泳出新生 | 提名 | [ 4 ] |

## 外部連結
- 互联网电影数据库（IMDb）上《泳出新生》的资料（英文）
- 在Netflix上觀看《泳出新生》